# Arte fetish

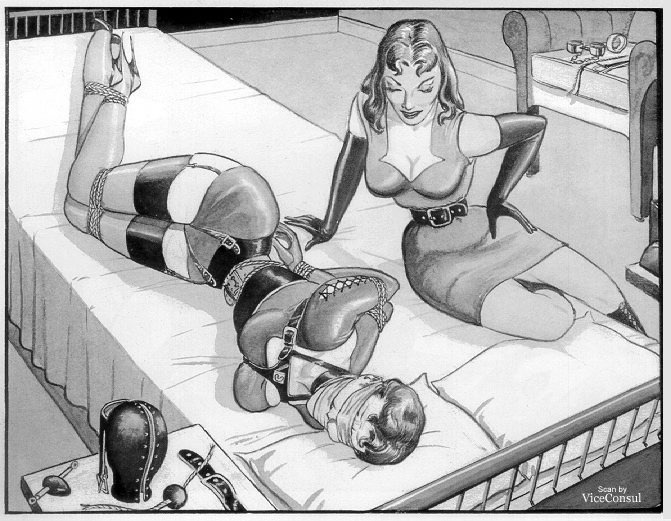
Illustrazione di Eric Stanton tratta dalla serie a episodi Cruel Mrs. Tyrant's Bondage School

L'arte fetish è una forma di arte che descrive situazioni feticistiche o che implicano attività BDSM.

## Storia
Molti artisti fetish a cavallo tra gli anni 1940 e 1960, come Eric Stanton e Gene Bilbrew, iniziarono la loro carriera presso la Movie Star News (successivamente divenuta Nutrix) di Irving Klaw creando dei disegni per storie illustrate di bondage a episodi.
Nel 1946 John Willie fondò il magazine Bizarre e le prime 5 000 copie furono esaurite in due settimane. Bizarre venne ampiamente distribuito negli Stati Uniti, fungendo da fonte di ispirazione per la nascita di nuove riviste fetish come Bizarre Life. Nel 1957 l'ingegnere inglese John Sutcliffe fondò la rivista AtomAge, in cui erano presenti delle illustrazioni riguardanti l'abbigliamento in gomma che lui stesso creò. Il lavoro di Sutcliffe ispirò successivamente il personaggio della serie televisiva Agente speciale interpretato da Diana Rigg che per l'occasione era solita indossare degli abiti aderenti in pelle, legittimando la moda fetish. In questo stesso periodo Guido Crepax, altro autore noto per le sue opere con forte connotazione fetish, creava il personaggio femminile di Valentina. Con il crescere dell'attenzione verso i fumetti fetish diversi autori subirono l'influenza dell'arte fetish, tra i quali George Petty e Alberto Vargas che collaborarono con riviste quali Playboy ed Esquire. Il personaggio fumettistico più noto a incarnare l'immaginario fetish probabilmente è Catwoman, che con il suo abito aderente in pelle e armata di frusta viene definita "una icona dell'arte fetish".
Molti artisti fetish, come Tom of Finland, hanno creato illustrazioni riguardanti l'urofilia. Talvolta l'arte fetish si limita semplicemente a rappresentare una persona in abbigliamento fetish. L'abbigliamento fetish include biancheria intima, calze, tacchi alti, corsetti e stivali. Un comune soggetto fetish è costituito da una donna vestita da dominatrice, spesso impegnata anche in pratiche femdom.
Ovviamente l'arte fetish non si limita ai soli fumetti e alle illustrazioni, ma si estende anche ad altre arti visive quali la fotografia, la pittura, la scultura e il cinema. Allen Jones è un artista noto per le sue sculture incentrate sul tema della furniphilia. La pin-up Bettie Page è stata la protagonista di una serie di servizi fotografici a tema che l'hanno resa una delle modelle fetish più celebri. Il fotografo Helmut Newton, noto per avere "reso il feticismo chic", durante gli anni 1970 ha pubblicato sulla celebre rivista di moda Vogue una serie fotografica fetish introducendo gli elementi e temi tipici della subcultura fetish nel mainstream.